# José Sarria Cuevas
José Sarria Cuevas (Málaga, 1960) es un poeta, narrador, investigador, ensayista, columnista y crítico literario español.

## Biografía
José Sarria es un autor que se forma, inicialmente, en el seno del conocimiento científico. Realiza sus estudios universitarios en su ciudad natal (Universidad de Málaga), donde obtiene las titulaciones de Diplomado en Ciencias Empresariales y Licenciado en Ciencias Económicas. Más tarde desarrollará los estudios de Derecho Tributario y Master (M.B.A.) en Dirección de Empresas en la Escuela Internacional de Negocios de Madrid. Sin embargo, su vocación por las humanidades le hace adentrarse en el mundo de la literatura (especialmente de la poesía) a comienzos de los años 90. 
Trabajó como miembro de la Junta Gobierno del Ateneo de Málaga (1994-1996), perteneciendo a la Asociación Andaluza de Escritores y Críticos Literarios (1995-2010) y a su Junta de Gobierno (2000-2010), así como a la Asociación Colegial de Escritores de España (1997-2010) SECCIÓN ANDALUCÍA, de la que es Secretario de su Junta de Gobierno.
Son importantes sus trabajos y contribuciones en el campo ensayístico (siendo coautor de la antología de poesía andaluza contemporánea, Poesía Andaluza en Libertad. Una aproximación antológica a los poetas andaluces del último cuarto de siglo), así como sus investigaciones tendentes a recuperar el legado de la literatura sefardí y de sus autores contemporáneos. Igualmente destacan sus estudios acerca de la neoliteratura española en el Magreb (literatura hispanomagregí), siendo coautor de una de las más destacadas antologías actuales sobre este fenómeno (Calle del Agua. Antología contemporánea de literatura hispano-magrebí). Esta labor ensayística le ha llevado a ser ponente en el Coloquio Internacional sobre Literatura marroquí de expresión en castellano, “La imagen del otro en los escritores españoles y marroquíes en lengua español” (Universidad de Fez, Facultad de Letras y Ciencias Humanas Dhar el Mahraz e Instituto Cervantes de Fez), así como Coordinador del número especial de la revista ENTRERÍOS “al-Andalus el Paraíso” (presentando este monográfico en Granada, Fez, Tetuán, Larache, Córdoba, Madrid, Málaga, Tánger, Túnez y Sevilla), así como participante en los “Coloquios sobre literatura española y tunecina” en la Universidad de La Manouba de Túnez y en el Instituto Cervantes de Túnez.

## Reconocimientos
Ha sido incluido en la ENCICLOPEDIA GENERAL DE ANDALUCÍA. Tomo XIV (Junta de Andalucía-Unicaja-Caja Granada-Cajasol-Cajasur).
Finalista del Premio Andalucía de la Crítica (año 2000) por su poemario Sepharad (Colección Puerta del Mar, Diputación de Málaga) y Primer Premio Internacional de relatos CUENTOS DEL ESTRECHO, por su libro de relatos Los heraldos negros (Fundación Dos Orillas, Algeciras, 2008).

## Publicaciones literarias

### Poesía
- Prisioneros de Babel. Colección Puente de la Aurora. (Málaga, 1996). ISBN 84-605-5562-3
- La Voz del desierto. Colección Corona del Sur. (Málaga, 1997). ISBN 84-922600-0-9
- Canciones sefardíes. Colección Corona del Sur. (Málaga, 1998).
- Sepharad. Colección Puerta del Mar. Diputación de Málaga. (Málaga, 2000). ISBN 84-7785-364-9
- Tratado de amores imposibles. Ediciones Libertarias. (Madrid, 2002). ISBN 84-7954-609-3
- Inventario delle Sconfitte. I Quaderni della Valle. San Marco in Lamis. (Foggia, Italia, 2004). Texto italiano-español.
- Desde que llegaste (doce poemas de amor). Corona del Sur. (Málaga, 2004)
- Inventario de derrotas. Colección Ancha del Carmen. Excmo. Ayuntamiento de Málaga. (Málaga, 2005). ISBN 84-96055-18-3

### Narrativa
- Los heraldos negros. Fundación Dos Orillas. (Algeciras, 2008). ISBN 978-84-612-8240-1

Sus textos poéticos se encuentran, igualmente, recogidos en diversas revistas literarias: Aulaga (Málaga), Málaga & Poesía (Málaga), Ficciones (Granada), Tierra de Nadie (Jerez, Cádiz), Turia (Teruel), Ánfora Nova (Rute, Córdoba), Empireuma (Orihuela, Alicante), Forma y Sintagma (Málaga), Álora la bien cercada (Álora, Málaga), Extramuros (Granada), Almedina (Almería), Pliegos poéticos del Ateneo (Almería), Arboleda (Palma de Mallorca), Papeles de Urs (Almería), Almoraima Revista de Estudios Campogibraltareños (Algeciras, Cádiz) Tres Orillas Revista Cultural (Algeciras, Cádiz), Entrelíneas (Tel Aviv, Israel), Batarro (Almería), La Hamaca de Lona (Madrid) o EntreRíos (Granada).
Su obra literaria ha sido incluida en numerosas antologías:
- Poetas en Málaga. Colección La Torre de Comares. (Málaga, 1995)
- Y el Sur (la singularidad en la poesía andaluza actual). FACEP. (Málaga, 1997). ISBN 84-605-5953-X
- La flores idílicas. Editorial Corona del Sur. (Málaga, 1998)
- Antología del Grupo de Málaga. Editorial Corona del Sur. (Málaga, 1999). ISBN 84-95288-10-9
- Poesía en la calle. Excmo. Ayuntamiento de Málaga. (Málaga, 2000)
- Arribar a la bahía. Encuentro de poetas en el 2000. Delegación Provincial de Cultura de Cádiz. Junta de Andalucía. (Cádiz, 2000) (Cádiz, segunda edición, 2001)
- Poesía en los barrios. Excmo. Ayuntamiento de Málaga. (Málaga, 2001)
- 21 de Últimos. Ediciones A.L. Huebra. (Huelva, 2001). ISBN 84-932189-3-6
- La Biblioteca de Violante. Editorial Corona del Sur. (Málaga, 2001)
- Cari poeti,... affettuosamente. Edizioni le Nuove Muse. Media de Carolis San Marco in Lamis. Foggia. (Italia, 2002)
- Diccionario de escritores de Málaga y su provincia. Universidad de Málaga (Cristóbal Cuevas). Ediciones Castalia (Madrid, 2002). ISBN 84-9740-036-4
- Escritores andaluces por la paz. Edita Diario Málaga. (Málaga, 2003)
- Compañeros de viaje. Centro Cultural de la Generación del 27. (Málaga, 2003)
- De punta a cabo. Antología poética. Cuadernos de Caridemo. Delegación Provincial de Cultura (Almería, 2003)
- El libro detectado. Corona del Sur. (Málaga, 2004)
- Alcazaba I. Poesía actual en Málaga. Editorial Ágora. (Málaga, 2005)
- 30 poetas andaluces actuales. Editorial Aljaima. (Málaga, 2005). ISBN 84-95534-30-4
- Geografías habitadas (25 paisajes – 25 poetas). Colección Ánfora Nova (Rute, Córdoba, 2005)
- Poesía viva de Andalucía. Centro Universitario de Ciencias Sociales y Humanidades. Universidad de Guadalajara (Jalisco, México, 2006). ISBN 970-27-1078-2
- Pasión por la medicina (poesía, cuento, teatro, ensayo…). Centro Universitario de Ciencias de la Salud. Universidad de Guadalajara (Jalisco, México, 2006).
- Periodismo y literatura en Málaga. Fundación Unicaja. (Málaga, 2006). ISBN 84-95979-56-X
- Fiesta literaria de la belleza andaluza. Ateneo de Sevilla. (Sevilla, 2007)
- Entre el XX y el XXI. Antología poética andaluza. Ediciones Carema. (Barcelona, 2009). ISBN 978-84-96357-83-9

## Crítica literaria y ensayo
Como crítico literario ha desarrollado una abundante labor en diferentes medios literarios: Diario Sur (Málaga, 1994), Papel Literario, Diario Málaga (Málaga, 1994-2010), La Isla, Diario Europa Sur (Algeciras, 1998-1999), Cuadernos del Sur, Diario Córdoba (Córdoba, 1998), El Cubil de la Fiera, Diario La Razón (Madrid, 2001), La Mañana del Sáhara y del Magreb (Marruecos, 2003) o Granada Costa (Granada, 2004). 
Ha sido Jurado del Premio Andalucía de la Crítica.
De esta labor investigadora han surgido tres importantes publicaciones
- Poesía Andaluza en Libertad (una aproximación antológica a los poetas andaluces del último cuarto de siglo). Editorial Corona del Sur. (Málaga, 2001). ISBN 84-95288-67-2
- Diccionario de autores y obras Corona del Sur. Editorial Corona del Sur. (Málaga 2001). ISBN 84-95288-76-1
- Calle del Agua. Antología contemporánea de literatura hispano-magrebí. Editorial SIAL (Madrid, 2008). ISBN 978-84-95140-31-9

Igualmente ha coordinado varios trabajos de investigación y divulgación literaria:
- Tres Orillas. Números 5-6 (Coordinador Homenaje Rafael Guillén) (Algeciras, Cádiz, 2005)
- Tres Orillas. Números 7-8 (Coordinador Homenaje a Juana Castro) (Algeciras, Cádiz, 2006)
- EntreRios. Números 5-6. Coordinador de la edición monográfica dedicada a “al-Ándalus, el Paraíso” (Granada, 2007)

Igualmente ha prologado los poemarios Sonetos del amor tardío de Emilio Coco, Ediciones Alhulia (Granada, 2007), Contra desilusiones y tormentas de Emilio Coco, Ediciones Fósforo/Tipográfica (México DF, México, 2006) y Mística Urbana de Luis Jiménez. (Málaga, 2007)

## Columnas periodísticas
Como columnista de opinión ha trabajado en Diario Málaga. (Málaga, 1998-2006), Diario La Torre.com (Málaga, 2006-2010), Semanario La Mañana (Rabat, Marruecos, 2006) y Semanario Tamuda (Tetuán, Marruecos, 2007).

## Otras publicaciones
En el campo científico ha publicado los textos
- Guía de Gestión de centros de enseñanza. (Málaga, 1995. Segunda edición corregida y ampliada 1996)
- Manual de Técnico en Contabilidad y Gestión de empresas. (Málaga, 1996).

## Otros méritos
- Miembro del Consejo de Redacción del Suplemento Papel Literario de DIARIO MÁLAGA y de su versión digital (Málaga, 1997-2010)
- Miembro del Consejo Editorial de la Revista Literaria ´Extramuros´ (Granada, 2001-2005)
- Miembro del Equipo de Redacción de la Revista Literaria ´Tres Orillas´ (Algeciras, Cádiz, 2002-2010)
- Miembro del Consejo Editorial de la Revista Literaria ´EntreRíos´ (Granada, 2005-2010)
- Miembro del Circuito Andaluz de las Letras (Centro Andaluz de las Letras 2001-2010), del Circuito Compañeros de Viaje (Centro Generación del 27, 2001-2005) y del Circuito Poesía en los barrios (Concejalía de Cultura Ayuntamiento de Málaga, 2001-2007).